# Miqui Otero
Miqui Otero (Barcelona, 1980) es novelista en lengua castellana, periodista y profesor universitario español.
Empezó gestionando proyectos como la discográfica Doble Vida Discos y algunos fanzines o cinefórums locales. El año 2010 publicó su primera novela Hilo musical (Alpha Decay), ganadora el premio Nuevo Talento Fnac. Dos años más tarde, publicó La cápsula del tiempo (Blackie Books, 2012), escogido libro del año por Rockdelux, que en su tercera edición lleva vendidos más de 10.000 ejemplares. Su última publicación, Rayos (Blackie Books, 2016) es su novela más íntima pero a la vez la más ambiciosa; considerada por los críticos "una de las grandes novelas de la ciudad de Barcelona". También ha participado en antologías de nuevos narradores como Última temporada (Lengua de Trapo, 2013) y en libros colectivos de ensayo como Una risa nueva (Nausicaa, 2010) y CT o La Cultura de la Transición (Debolsillo, 2012), entre otros.
Actualmente colabora como articulista en El País, en el Cultura/s de La Vanguardia y en El Periódico de Catalunya. Anteriormente colaboró con El Confidencial. Participa en diversas tertulias radiofónicas y da clases sobre literatura y periodismo creativo en la Universidad Autónoma de Barcelona.
Codirige, junto con Kiko Amat, el festival Primera Persona del Centro de Cultura Contemporánea de Barcelona.
Con su novela «Simón», editada por Actes Sud, fue seleccionado para el Premio Literario de los Jóvenes Europeos en la edición 2024.
En abril de 2024 publica Orquesta en la editorial Alfaguara. 

## Obras
- Hilo musical (Alpha Decay, 2010)
- La cápsula del tiempo (Blackie Books, 2012)
- Rayos (Blackie Books, 2016)
- Simón (Blackie Books, 2020)
- Orquesta (Alfaguara, 2024)

## Otras Obras
- Una risa nueva (Nausicaa, 2010)
- CT o La Cultura de la Transición (Debolsillo, 2012)
- Última temporada (Lengua de Trapo, 2013)

## Premios
- Premio El Ojo Crítico de RNE de Narrativa (2020)